# Alias Mary Brown
Pour plus de détails, voir Fiche technique et Distribution.
Alias Mary Brown est un film américain réalisé par William C. Dowlan et Henri D'Elba, sorti en 1918.

## Synopsis
Un homme se fait passer pour une femme pour se venger des escrocs qui ont ruiné sa famille. Mais il va tomber amoureux de la nièce d'un de ces escrocs.

## Fiche technique
- Titre original : Alias Mary Brown
- Réalisation : William C. Dowlan et Henri D'Elba
- Scénario : E. Magnus Ingleton
- Photographie : Elgin Lessley
- Société de production : Triangle Film Corporation
- Société de distribution : Triangle Distributing Corporation
- Pays d'origine :  États-Unis
- Langue originale : anglais
- Format : noir et blanc — 35 mm — 1,37:1 — Film muet
- Genre : Comédie dramatique
- Durée : 50 minutes (5 bobines)
- Dates de sortie :  États-Unis : 4 août 1918
- Licence : Domaine public

## Distribution
- Pauline Starke : Betty
- Casson Ferguson : Dick Browning, alias Mary Brown
- Arthur Millett : Hewlett
- Eugene Burr : Watson
- Sidney De Gray : Carnac
- Walter Belasco : Oncle Ike
- F. Thompson : Gunter
- Richard Rosson : Weasel
- Alberta Lee : Mme Browning